# Kyle Howard
Kyle Alan Howard (* 13. April 1978 in Loveland, Colorado) ist ein US-amerikanischer Filmschauspieler.
Kyle Howard wuchs in Loveland, Colorado auf und besuchte dort die Truscott Elementary School. An der Bill Reed Middle School spielte Howard in seinem ersten Theaterstück Wanna Play?!?. Ab 1996 wurde er als Filmschauspieler tätig. So spielte er die Hauptrolle in der Komödie Hausarrest und 1999 als „Dickie“ in Die Windel-Gang. Er spielte in Sitcoms wie Starlets oder der Drew Carey Show. Ab 2006 spielte er „Bobby Newman“ in der Serie My Boys. Ab 2011 folgte die Serie Royal Pains, wo er „Dr. Paul Van Dyke“ verkörperte.

## Filmografie (Auswahl)
- 1996: Robo Warriors – Die Schlacht der Kampfgiganten (Robo Warriors)
- 1996: Hausarrest (House Arrest)
- 1996: Der Sieg der Zeitungsjungen (The Paper Brigade)
- 1996: Die verborgene Gruft (Skeletons)
- 1997: Address Unknown
- 1998–1999: The Love Boat: The Next Wave (Fernsehserie, 25 Folgen)
- 1999: Die Windel-Gang (Baby Geniuses)
- 1999: Sign of the Times
- 1999: Townies
- 2000: Opposite Sex (Fernsehserie, 8 Folgen)
- 2000–2001: Starlets (Grosse Pointe, Fernsehserie, 17 Folgen)
- 2000: Tränen der Erinnerung (Yesterday's Children)
- 2002: Class of '06
- 2002–2004: Drew Carey Show (Fernsehserie, 16 Folgen)
- 2002: Nix wie raus aus Orange County (Orange County)
- 2003–2004: Run of the House (Fernsehserie, 19 Folgen)
- 2005–2006: Related (Fernsehserie, 14 Folgen)
- 2006–2010: My Boys (Fernsehserie, 49 Folgen)
- 2007: Parental Guidance Suggested
- 2007: Weihnachten in Handschellen (Holiday in Handcuffs)
- 2011–2016: Royal Pains (Fernsehserie, 16 Folgen)
- 2015: Bad Roomies
- 2018: Miss Arizona
- 2018: Electric Love
- 2020: Upside-Down Magic – Magie steht Kopf (Upside-Down Magic)
- 2021: Val